# Notting Hill (película)
Notting Hill (en Hispanoamérica, Un lugar llamado Notting Hill y por su título original en España) es una película dirigida por Roger Michell y protagonizada por Julia Roberts y Hugh Grant. Estrenada el 21 de mayo de 1999 en Estados Unidos, el 16 de julio en Argentina y el 5 de agosto en España, la película estuvo nominada al Globo de oro a la mejor película (comedia o musical).

## Sinopsis
Cuando una famosa actriz, Anna Scott (Julia Roberts), entra en la librería que regenta William Thacker (Hugh Grant) en el barrio londinense de Notting Hill, no imagina cuánto va a cambiar su vida. El hombre queda enamorado de ella solo con verla, y hará todo lo posible por conquistarla, sin saber vivir rodeado de flashes, periodistas y rumores.

## Argumento
William Thacker (Hugh Grant) es el dueño de una librería de viajes independiente en Notting Hill, Londres. Su esposa lo dejó recientemente por otro hombre que se parecía mucho a Harrison Ford. Vive en una gran casa de puerta azul, y tiene un compañero de casa tonto y pervertido llamado Spike (Rhys Ifans). 

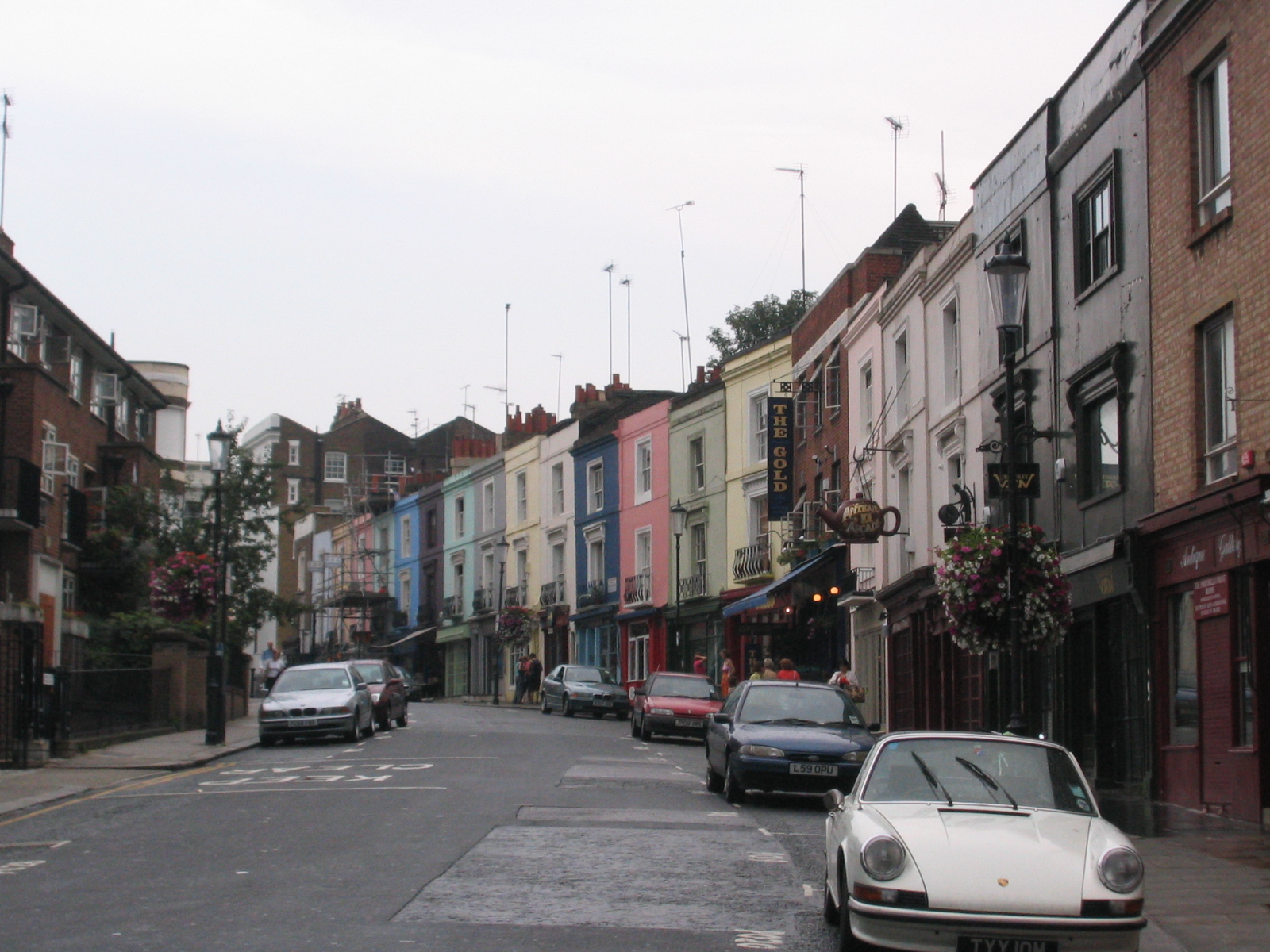
Gran parte de la filmación de la película tuvo lugar en Portobello Road, Londres.

Un día, conoce a la actriz de Hollywood, Anna Scott (Julia Roberts) cuando esta entra de incógnito en su tienda. Más tarde, en la calle, Will accidentalmente derrama su jugo de naranja sobre ella. Como disculpa, él la invita a su casa para cambiarse. Al irse, ella le agradece y lo besa impulsivamente. 
Más tarde, ella invita a Will a visitarla en el Hotel Ritz, pero lo confunden con un reportero de la revista Horse & Hound (Hípica y Caza, en español) y lo llevan a una rueda de prensa (la cual se suponía que ya debería haber terminado) para la nueva película de Anna, Helix, y debe fingir que la entrevista. Intenta hablar con ella mientras tanto, pero no lo logra debido a las intromisiones de su mánager, y para colmo debe entrevistar al resto del elenco también. 
En el último momento, Anna lo alcanza y le pide ser su cita para la fiesta de cumpleaños de su hermana Honey (Emma Chambers), esa misma noche, donde se lleva bien con sus amigos y su hermana, y parece envidiar sus vidas ordinarias. 
Tras salir de la fiesta, Will y Anna entran en un parque privado y se besan apasionadamente. 
La noche siguiente, tienen una cita: van al cine y luego a un restaurante; en el restaurante escuchan a un grupo de hombres desear a Anna por su imagen en pantalla. Will se queja de ellos y los enfrenta pero ellos no lo toman enserio y se burlan de él, causando que Anna se enoje y los enfrente también, dejándolos pasmados. Anna luego lo invita a su habitación de hotel, pero sus planes cambian cuando descubre que su novio actor, del que Will no estaba al tanto, ha llegado inesperadamente de Estados Unidos para estar con ella. Will se ve obligado a hacerse pasar por un trabajador del hotel para evitar ser detectado por él, y luego se despide de Anna rápidamente diciendo que "ha visto la realidad claramente" y se va decepcionado. Los amigos de Will intentan ayudarlo a superar su decepción. 
Durante los siguientes seis meses, Will tiene una serie de citas, pero le resulta imposible olvidar a Anna.
Un día, Anna, angustiada, aparece en la puerta azul de Will, necesitando un lugar para esconderse de un escándalo de tabloide, debido a unas fotografías de desnudo de ella. Ella se disculpa por el incidente del hotel y le dice a Will que su relación con su novio es cosa del pasado. También le explica que las fotos se las sacaron hace años, cuando no le iba tan bien. Disfrutan pasar tiempo juntos y descubrir sus intereses compartidos, incluida la impresión de Will del cuadro de 1950 de Marc Chagall La Mariée". Duermen juntos esa noche, pero su felicidad dura poco cuando los paparazzis, avisados accidentalmente por Spike, quien no guardó el secreto y lo comentó a unos amigos en un bar, asedian la casa de Will y toman fotos de él, Anna y Spike semidesnudos en la puerta principal. Furiosa, Anna culpa a Will por la situación, declara que lamenta el tiempo que pasaron juntos y se va.
Las estaciones pasan mientras suena "Ain't No Sunshine" y Will camina por Portobello Road sintiéndose miserable. En una cena con sus amigos, descubre que Anna, en este momento ganadora del premio Óscar, está otra vez en Londres haciendo una película del escritor Henry James (algo que él había sugerido). Él visita su lugar de rodaje, donde Anna lo ve y lo invita a pasar la seguridad y esperar, para que pueda ver el rodaje con la intención de que hablen en privado después. Sin embargo, Will oye que ella le dice a un coprotagonista suyo que Will es «solo un chico del pasado» y «que no sabe qué hace ahí» cuándo el coprotagonista le pregunta quién era el chico con el que hablaba hace rato, y Will se va decepcionado. Al día siguiente, Anna llega a la librería de Will con un regalo envuelto y le pregunta si podría volver a verlo. Él le pregunta por lo que pasó en el plató de la película. Ella explica que no quería hablar con sinceridad de su vida privada con «el hombre más indiscreto de Inglaterra». Will acepta esta explicación, pero la rechaza por temor a ser herido nuevamente. Anna entonces se va, no sin antes recordarle que por muy famosa que ella sea solo es «una chica, de pie frente a un chico, pidiéndole que la ame».
Will se encuentra con sus amigos y su hermana en un restaurante con el regalo abierto: el original de Chagall La Mariée (La novia). Actúan con apoyo, respaldando sin mucho entusiasmo su decisión. Spike, sin embargo, declara a Will un «idiota» y Will se da cuenta de su error. Entonces corren a través de Londres hasta el hotel Ritz mientras suena "Gimme Some Lovin'", donde se enteran de que se ha marchado y está dando una conferencia de prensa en el Hotel Savoy. Will llega a tiempo para escuchar al mánager de Anna decirle a la multitud que Anna se tomará un año libre y dejará el Reino Unido esa noche. Algunos reporteros hablan sobre "Thacker", el tipo con el que Anna había sido fotografiada en su último viaje. Anna dice que solo son amigos. Will, de nuevo fingiendo ser un reportero de Horse & Hound, le pregunta a Anna si consideraría ser más que una amiga de Thacker si este admitiera que había sido un «completo imbécil» y le suplicara perdón de rodillas. Ella dice que lo haría, y todos sus amigos suspiran aliviados. Después de intercambiar algunas miradas sutiles con Will, Anna anuncia que se quedará en Gran Bretaña «indefinidamente», y la prensa se alborota al darse cuenta de que Will es Thacker. Las escenas finales muestran a Anna y Will casándose, asistiendo a un evento de alfombra roja en Hollywood y pasando un rato tranquilo en el parque privado que habían visitado en su primera cita, y que Anna ahora está embarazada, mientras suena "She".

## Reparto
- Julia Roberts como Anna Scott
- Hugh Grant como William Thacker
- Rhys Ifans como Spike
- Tim McInnerny como Max
- Gina McKee como Bella
- Hugh Bonneville como Bernie
- Emma Chambers como Honey Thacker
- Alec Baldwin como Jeff
- Emily Mortimer como "chica perfecta"

## Producción
El rodaje comenzó el 28 de abril de 1998 y duró hasta el 1 de julio de ese año. Se filmó íntegramente en la ciudad de Londres, Reino Unido. Julia Roberts cobró quince millones de dólares por su intervención en la película; además, la actriz y Hugh Grant fueron los primeros actores a los que se les ofreció protagonizar la cinta. Anthony Minghella inicialmente iba a ser el director de la película, tarea que posteriormente recayó en Roger Mitchell. «La casa de la puerta azul», donde vive el personaje de William, existe en la realidad y anteriormente fue propiedad del guionista Richard Curtis.

## Recepción

### Respuesta crítica

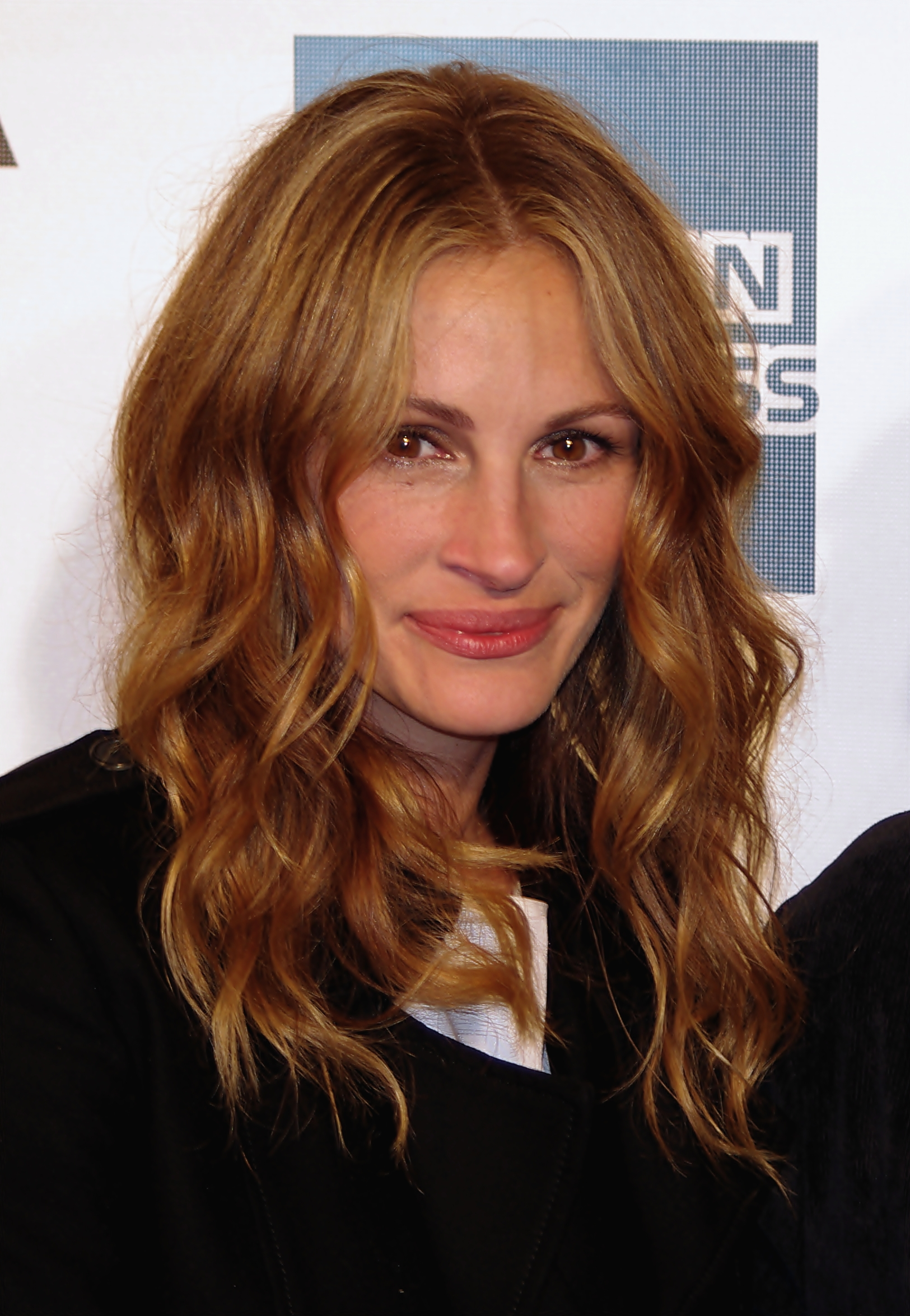
Julia Roberts como Anna Scott.

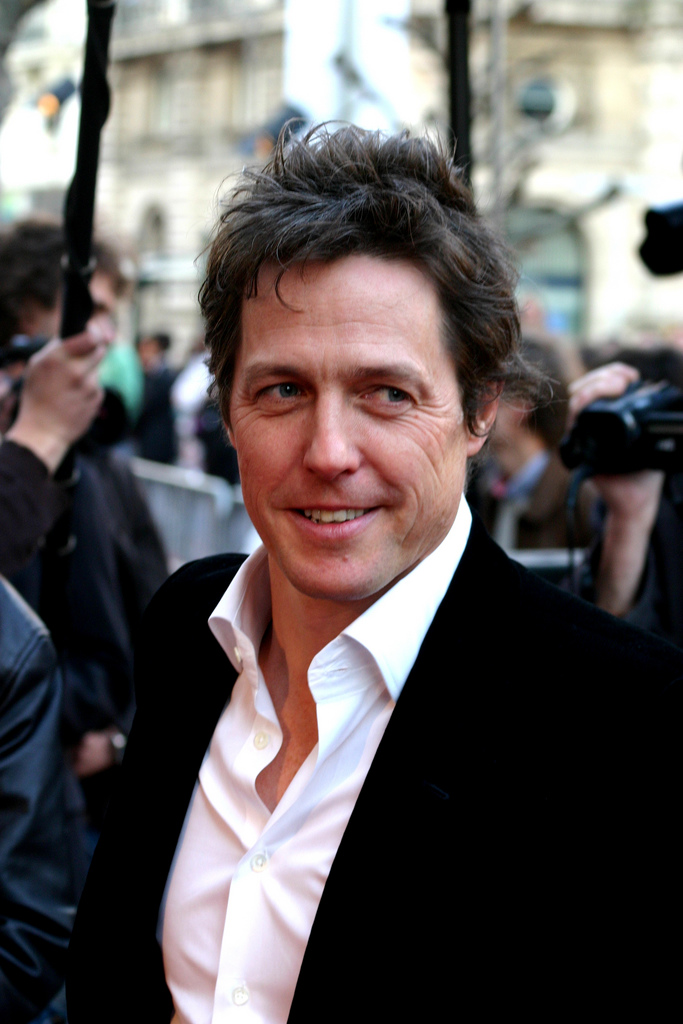
Hugh Grant como William Thacker.

Según la página de Internet Rotten Tomatoes obtuvo un 83% de comentarios positivos, llegando a la siguiente conclusión: «Encantadoras interpretaciones que proporcionan romance en abundancia». Roger Ebert escribió que «la película es brillante, el diálogo tiene ingenio e inteligencia, y es fácil que te gusten Roberts y Grant». Desson Thompson señaló que «Roberts y Grant construyen una química increíble entre ellos». Según la página de Internet Metacritic obtuvo críticas positivas, con un 66%, basado en 33 comentarios, de los cuales 27 son positivos.

### Premios
Globos de Oro
| Año  | Categoría                          | Persona                            | Resultado |
| ---- | ---------------------------------- | ---------------------------------- | --------- |
| 1999 | Mejor película - Comedia o musical | Mejor película - Comedia o musical | Candidata |
| 1999 | Mejor actor - Comedia o musical    | Hugh Grant                         | Candidato |
| 1999 | Mejor actriz - Comedia o musical   | Julia Roberts                      | Candidata |

Premios BAFTA
| Año  | Categoría                | Persona                  | Resultado |
| ---- | ------------------------ | ------------------------ | --------- |
| 1999 | Mejor actor de reparto   | Rhys Ifans               | Candidato |
| 1999 | Mejor película británica | Mejor película británica | Candidata |

### Taquilla
Estrenada en 2.747 cines estadounidenses, debutó en segunda posición con 21 millones de dólares, con una media por sala de 7.940 dólares, por delante de La momia y por detrás de Star Wars: Episodio I - La amenaza fantasma. Recaudó en Estados Unidos 116 millones. Sumando las recaudaciones internacionales la cifra asciende a 363 millones. El presupuesto estimado invertido en la producción fue de 42 millones. Es la séptima película más taquillera de 1999 a nivel mundial, por delante de The World Is Not Enough y por detrás de La momia.